# Gerhard Ortinau
Gerhard Ortinau (n. 18 martie 1953, Borcea) este scriitor de limba germană originar din România, care activează în Germania.

## Viața
S-a născut ca membru al minorității germane din România, în timpul deportărilor în Bărăgan. A crescut apoi la Săcălaz, în Banat.
Între 1972 și 1976 a studiat germanistica și romanistica la Universitatea din Timișoara. În 1976 a fost exmatriculat și nu a putut termina studiile.
A publicat și în revista Vatra.
A fost membru al grupului Aktionsgruppe Banat. De aceea Gerhard Ortinau a fost urmărit de Securitate, inclusiv a fost internat într-o noapte la Psihiatrie. În toamna anului 1975, Gerhard Ortinau, William Totok, Richard Wagner și Gerhardt Csejka au fost arestați sub pretextul intenției de a trece ilegal frontiera pentru a părăsi România.
În 1976, a început să fie permanent în vizorul Securității. I s-a interzis să mai publice.
Într-o notă informativă, întocmită pe baza informațiilor furnizate de informatorul "Sandu", privind formarea și direcția Grupului de Acțiune Banat, organele de Securitate trăgeau următoarele concluzii:
Discutând cu unii dintre membrii grupului – J. Lippet, R. Wagner, W. Kremm – s-a putut constata că sînt atașați regimului nostru, că doresc să facă o literatură angajată. Gerhard Ortinau, de exemplu a declarat ferm în ședința de partid, cînd s-a discutat primirea lui, că se distantanțează categoric de intenția părinților săi (revocată pare-se ulterior și de aceștia) de a emigra în R.F.G.
În amintirile ei, Nora Iuga scria:
Gerhard Ortinau s-a oferit de bunăvoie sa devină informator. A semnat și angajamentul. Mergea săptămânal să dea raportul despre colegii lui, dar, în loc să informeze, dezinforma și afla mutările ulterioare pe care intenționau să le facă securiștii și cine era următorul vizat. Cum ieșea de la sediu, le comunica prietenilor ce li se pregătea.
În 1980 a emigrat în Republica Federală Germania, în Berlinul de Vest. În prezent, trăiește ca scriitor liber profesionist în Berlin-Prenzlauer Berg.

## Scrieri
- Verteidigung des Kugelblitzes Erzählungen (povestiri), editura Dacia, Cluj, 1976,
- Ein Pronomen wird verhaftet Texte ale Aktionsgruppe Banat, editura Suhrkamp, Frankfurt/Main, 1992, ISBN 3-518-11671-1,
- Das Land am Nebentisch (antologie redactată de Ernest Wichner), editura Reclam, Leipzig 1993, ISBN 3-379-01468-0
- Ein leichter Tod (Zwei Erzählungen), editura Oberbaum, Berlin 1996, ISBN 3-928254-53-7
- Am Rande von Irgendetwas (Gedichte), 2010,  ISBN 978-3-942161-07-7.

## Prezent în antologii
A fost inclus în antologia bilingvă Scriitori germani din România de după 1945, apărută în 2012 la Editura Curtea Veche.

## Teatru
- "Käfer", eine "deutsche Komödie" [8], premiera 6 iunie 1999, teatrul orășenesc Heidelberg.
- Die Nacht des schlaflosen Kellners [9], [10] premiera 2002, teatrul orășenesc Oldenburg
- Wehner auf Öland (monolog teatral), 2002

## Distincții
- Bursa fondului literar germană (Stipendium des Deutschen Literaturfonds) (1983)
- Bursa (Stipendium "Schloß Wiepersdorf") (1993/1994)
- Bursa pentru autori a Senatului din Berlin (Autorenstipendium des Berliner Senats)
- Premiul pentru literatură Würth (Würth Literaturpreis 2005), premiul al 3-lea (1500 Euro) pentru povestirea "Die Bank". [11]